# لنی بلود
لنی بلود (انگلیسی: Lennie Bluett; ۲۱ ژانویهٔ ۱۹۱۹ – ۱ ژانویهٔ ۲۰۱۶) هنرپیشه، موسیقی‌دان اهل ایالات متحده آمریکا بود. بربادرفته، وضعیت کشور، جو یانگ قدرتمند، یک روز در مسابقه و ستاره‌ای متولد شده‌است از جمله فیلم‌های هستند که لنی در آن‌ها به ایفای نقش پرداخته است.